# Уордхо, Каррик
Каррик Уордхо (англ. Carrick Wardhaugh, 1 января 1874 — 26 сентября 1930) — шотландский шахматист. Один из сильнейших шахматистов Шотландии 1-й трети XX века. Чемпион Шотландии 1915 г. (турнир проводился в декабре 1914 — январе 1915 гг. в Глазго). Помимо чемпионатов Шотландии, участвовал в ряде турниров, проводившихся на территории Великобритании. Наиболее заметные международные соревнования, в которых принимал участие Уордхо, — турнир в Челтенхеме (1913 г.) и турнир в Эдинбурге (1920 г.).